# احمدرضا اسعدی
احمدرضا اسعدی (زادهٔ ۱۴ اردیبهشت ۱۳۳۳) بازیگر سینما و تلویزیون ایرانی است.

## زندگی‌نامه
احمدرضا اسعدی متولد ۱۳۳۳، فارغ التحصیل کارشناسی رشته ادبیات نمایشی از دانشکده هنر و معماری آزاد تهران مرکز است.
اسعدی فعالیت خود در نمایش و تئاتر را به صورت جدی از سال ۱۳۴۷ زمانی که ۱۴ ساله بود شروع کرد و تا دوران انقلاب بیشتر تئاتر کار می کرد. پس از انقلاب اولین بار در سال ۱۳۶۳ تجربه بازی در تلویزیون را به‌دست آورد اما ورودش به سینما در سال ۱۳۶۷ با فیلم دوران سربی به کارگردانی خسرو معصومی آغاز شد.

## بازیگر

### سینمایی
- دوران سربی (۱۳۶۷)
- پاتال و آرزوهای کوچک (۱۳۶۸)
- گربه آوازخوان (۱۳۶۹)
- سکوت (۱۳۶۹)
- مدرسه پیرمردها (۱۳۷۰)
- شهر در دست بچه‌ها (۱۳۷۰)
- آقای بخشدار (۱۳۷۰)
- دلاوران کوچه دلگشا (۱۳۷۱)
- کودکانی از آب و گل (۱۳۷۲)
- دل و دشنه (۱۳۷۳)
- طالع سعد (۱۳۷۴)
- فصل پنجم (۱۳۷۵)
- بزرگ خیلی بزرگ (۱۳۷۵)
- همسر دلخواه من (۱۳۷۹)
- سمفونی تاریک (۱۳۷۹)
- من بن لادن نیستم (۱۳۸۳)
- نخودی (۱۳۸۸)
- خاله سوسکه (۱۳۸۸)
- پوپک و مش ماشاالله (۱۳۸۹)
- ننه نقلی (۱۳۹۰)
- مامان بهروز منو زد (۱۳۹۰)
- آدم آهنی (۱۳۹۱)
- رفقای خوب (۱۳۹۳)
- نهنگ عنبر ۲: سلکشن رؤیا (۱۳۹۵)
- حقه‌باز دم‌دراز (۱۳۹۵)
- اینجا هم باران می‌بارد (۱۳۹۷)
- غیبت موجه (۱۳۹۹)

### تلویزیونی
- ماجرای نان (۱۳۶۳)
- خانه پدری (۱۳۶۹)
- عالیجناب داروغه (۱۳۶۹)
- بیا تا گل برافشانیم (۱۳۷۰)
- پنجره ای رو به باغچه (۱۳۷۱)
- جستجو (۱۳۷۲)
- همهٔ وصیت من (۱۳۷۲)
- خانهٔ عشق (۱۳۷۳)
- بگو بابا (۱۳۷۳)
- علی ۱۲1 (1374)
- تهران ۱1 (1375)
- پسر شجاع (۱۳۷۶)
- بابا شادمان (۱۳۷۶)
- پسران عاقل (۱۳۷۷–۱۳۷۶)
- آژانس دوستی (۱۳۷۷–۱۳۷۶)
- چشم براه (۱۳۷۷)
- محاکمه (۱۳۷۷)
- نمره اخلاف (۱۳۷۷)
- در همین حوالی (۱۳۷۷)
- قصه‌های شهرک (۱۳۷۷–۱۳۷۸)
- تلفن مشترک (۱۳۷۸ خسرو ملکان) نوروز ۱۳۷۹
- ماجراهای تقی جان (۱۳۷۹)
- آبدار شاه (۱۳۷۹)
- دیوارهای شیشه ای (۱۳۷۹)
- تجارت گمرکی (۱۳۷۹)
- آی آدم‌ها (۱۳۸۰)
- مسافری از آینه (۱۳۸۰)
- نسیم رؤیا (۱۳۸۱)
- مهر خاموش (۱۳۸۱)
- دیوانه در شهر (۱۳۸۱)
- بازارچه (بهرام گودرزی)
- زیرگذر (۱۳۸۱–۱۳۸۲)
- میم مثل معلم (۱۳۸۲)
- بچه‌های محل (۱۳۹۳)
- خلبانان (۱۳۸۳)
- صیام و تیام (۱۳۸۴)
- بچه‌های بوستان (۱۳۸۵)
- من و پوتی (۱۳۸۶)
- خاطرات فردا ( ۱۳۸۷)
- در چشم باد (۱۳۸۶)
- بزرگ‌مرد کوچک (۱۳۸۶)
- غیر محرمانه (۱۳۸۷)
- خواستگاران (۱۳۸۷)
- قصه‌های من و بابام (۱۳۸۷)
- معلم کوچولو (۱۳۸۷)
- بلور باران (۱۳۸۸)
- تا حضور (۱۳۸۹)
- بخاطر دخترم سحر (۱۳۸۹)
- غنچه‌های امید (۱۳۹۰)
- چمدان (۱۳۹۰)
- مسیر عشق (۱۳۹۰)
- کلاس سوم ب (۱۳۹۰)
- سیر و سرکه (۱۳۹۱)
- روز اردو (۱۳۹۱)
- نامه‌های بالدار (۱۳۹۲)
- روزی روزگاری شاه آباد (۱۳۹۲)
- سرزمین مادری (۱۳۹۲)
- تصمیم (۱۳۹۳)
- معمای شاه (۱۳۹۴)
- جشن پدر بزرگ (۱۳۹۵)
- دیپلمات (۱۳۹۵)
- قصه‌های مادر بزرگ (۱۳۹۶)
- لژیونر (۱۳۹۶)
- یه گله جا (۱۳۹۶)
- کهنه سرباز (۱۳۹۶)
- گشت پلیس (۱۳۹۷)
- آچمز(۱۳۹۷)
- محرمانه (۱۳۹۷–۱۳۹۸)
- دنیای گمشده (۱۳۹۸)
- ساحل دوست داشتنی (۱۳۹۹)
- دیو و ماه پیشونی (۱۴۰۰)